# August Hellemans
August Hellemans (Kapelle-op-den-Bos, 1907. június 21. – Berchem-Sainte-Agathe, 1992. május 4.) belga válogatott labdarúgó.
A belga válogatott tagjaként részt vett az 1928. évi nyári olimpiai játékokon illetve az 1930-as és az 1934-es világbajnokságon.

## Külső hivatkozások
- August Hellemans a fifa.com honlapján Archiválva 2015. február 5-i dátummal a Wayback Machine-ben